# أليخاندرو كوبر
أليخاندرو كوبر (بالإنجليزية: Alex Cooper)‏ هو مهندس معماري أمريكي، ولد في 1936 في بيتسبرغ في الولايات المتحدة.